# Luciano Vietto
Luciano Darío Vietto (* 5. Dezember 1993 in Balnearía, Córdoba) ist ein argentinischer Fußballspieler, der aktuell für al-Qadisiyah spielt.

## Karriere

### Vereine

#### Anfänge in Argentinien (bis 2014)
Vietto begann seine Karriere bei Independiente de Balnearia. Von 2008 bis 2010 spielte er in der Jugend von Estudiantes de la Plata, bevor er zum Racing Club nach Avellaneda wechselte. 2011 rückte er dort von der Jugend in den Kader der ersten Mannschaft auf und kam am 27. Oktober 2011 beim 1:1 gegen CA Lanús erstmals in der argentinischen Primera División zum Einsatz. In der Saison 2012/13 avancierte Vietto zum Stammspieler. Am 4. September 2012 erzielte er beim 3:1-Sieg im Heimspiel gegen den CA San Martín de San Juan mit einem Dreierpack seine ersten Tore im Profifußball.

#### FC Villarreal (2014–2015)
Zur Saison 2014/15 wechselte Vietto zum FC Villarreal in die spanische Primera División. Seine ersten Tore für Villarreal erzielte er am 21. September 2014 beim 4:2-Sieg im Heimspiel gegen Rayo Vallecano, als er nach 58 Minuten beim Stande von 1:2 eingewechselt wurde. In der Europa League hatte er mit sechs erzielten Toren in zehn Spielen maßgeblichen Anteil am Erreichen des Achtelfinals, in dem er mit der Mannschaft am FC Sevilla scheiterte.

#### Atlético Madrid und Leihen (seit 2015)
Zur Saison 2015/16 wechselte Vietto für eine Ablöse in Höhe von mehr als 20 Millionen Euro zum Ligakonkurrenten Atlético Madrid. Er unterschrieb einen Vertrag mit einer Laufzeit bis zum 30. Juni 2020 und spielte wieder unter dem Trainer Diego Simeone, mit dem er bereits beim Racing Club zusammengearbeitet hatte. In seiner ersten Spielzeit konnte er nicht an seine erfolgreiche Zeit in Villarreal anknüpfen und erzielte in der Liga lediglich ein Tor bei 19 Einsätzen. Mit der Mannschaft erreichte er den dritten Platz in der Abschlusstabelle sowie das Finale der Champions League.
Zur Saison 2016/17 wechselte Vietto für ein Jahr auf Leihbasis zum FC Sevilla. Nach seiner Rückkehr kam er in der Hinrunde der Spielzeit 2017/18 zu sechs Einsätzen. Im Januar 2018 wurde Vietto bis Saisonende an den FC Valencia verliehen.
Die Saison 2018/19 spielte Vietto auf Leihbasis beim FC Fulham in der Premier League, bevor er im August 2019 zu Sporting Lissabon wechselte. 2020 wechselte er zu Al-Hilal. Anfang August 2023 wechselte er zu al-Qadisiyah. Nach einem Jahr kehrte er zurück nach Südamerika, wo er nun wieder für Racing Club spielt.

### Nationalmannschaft
Im Januar 2013 nahm Vietto mit der argentinischen U20-Nationalmannschaft an der U20-Südamerikameisterschaft im eigenen Land teil. Er kam in allen vier Gruppenspielen seiner Mannschaft zum Einsatz, konnte aber trotz zwei erzielter Tore das Ausscheiden seiner Mannschaft nicht verhindern.

## Erfolge und Auszeichnungen
- Spieler des Monats der Primera División: Dezember 2014

## Weiteres
Viettos Cousin Gastón Vietto ist als Schauspieler und Sänger bekannt.